# Gerald Henderson Jr.
Gerald Henderson Jr., właśc. Jerome McKinley Henderson Jr. (ur. 9 grudnia 1987 w Caldwell) – amerykański zawodowy koszykarz, występujący na pozycji rzucającego obrońcy bądź rozgrywającego.
W 2006 wystąpił w meczu wschodzących gwiazd - Nike Hoop Summit oraz McDonald’s All-American.
Karierę koszykarską rozpoczął podczas studiów na uniwersytecie Duke. Po trzech latach studiów zgłosił się do draftu NBA 2009, w którym to został wybrany z numerem 12 przez Charlotte Bobcats. W lipcu 2009 podpisał kontrakt z Bobcats. Przed następnym sezonem wykorzystali oni zapis w jego kontrakcie i przedłużyli go na następne trzy lata. Podczas rozgrywek 2011/12 wyszedł we wszystkich spotkaniach w pierwszej piątce, zdobywając średnio co mecz 15,1 punktu.
Jest synem byłego koszykarza i trzykrotnego mistrza NBA Geralda Hendersona Sr..
W czerwcu 2015 roku trafił, w wyniku wymiany do zespołu Portland Trail Blazers. 9 lipca 2016 podpisał umowę z Philadelphia 76ers. 30 czerwca 2017 został zwolniony przez klub.

## Osiągnięcia
Stan na 28 lipca 2016, na podstawie, o ile nie zaznaczono inaczej.
NCAA
- Uczestnik:
  - rozgrywek Sweet Sixteen turnieju NCAA (2009)
  - turnieju NCAA (2007–2009)
- Mistrz turnieju konferencji Atlantic Coast (ACC – 2009)
- Zaliczony do:
  - I składu:
    - ACC (2009)
    - turnieju:
      - ACC (2009)
      - Coaches vs. Classic (2009)

  - III składu All-American (2009 przez NABC, AP)